# 1199 Geldonia
Geldonia (asteróide 1199) é um asteróide da cintura principal com um diâmetro de 31,25 quilómetros, a 2,9350804 UA. Possui uma excentricidade de 0,0279655 e um período orbital de 1 916,46 dias (5,25 anos).
Geldonia tem uma velocidade orbital média de 17,14050395 km/s e uma inclinação de 8,77214º.
Esse asteróide foi descoberto em 14 de Setembro de 1931 por Eugène Delporte.